# Université islamique de Say
L'université islamique de Say est un établissement public d'enseignement supérieur situé dans la ville de Say, au sud-ouest du Niger.

## Historique
L'université islamique de Say fut créée en 1974 sur décision des rois et chefs d'État des pays membres de l'Organisation de la coopération islamique (OCI), mais n'ouvrit officiellement ses portes qu'en 1986.

## Organisation
Composée de cinq facultés, deux instituts et d'un centre des langues, l'université islamique de Say est divisée en deux sections, :

## Facultés
- Faculté de charia et droit (section Hommes au campus de Say et section Femmes au campus de Niamey)
- Faculté de langue arabe et sciences humaines (section Hommes au campus de Say et section Femmes au campus de Niamey)
- Faculté de l’économie et des sciences de l'administration (à Niamey)
- Faculté des sciences et des techniques (à Niamey)
- Faculté d'agronomie
- Faculté de la santé et soins infirmiers

## Instituts
- Institut supérieur de pédagogie et de la formation des professeurs
- Institut pour la formation professionnelle et technique

## Centre des langues
- Centre des langues